# Mauritius Post Office Limbo I
Die Mauritius Post Office Limbo I ist ein rotes 1-Penny-Exemplar der 27 bekannten Roten und Blauen Mauritius.

## Merkmale
Die Briefmarke mit der Moens-Nummer XXVII (Limbo) gilt teilweise als ungebraucht, obwohl sie mit zwei kreuzenden Tintenstrichen versehen war. Etwa zu Beginn der 1970er Jahre unternahm jemand den Versuch, diese Tintenstriche chemisch zu beseitigen, wobei die orange Farbe der Marke ausbleichte. Danach wurde die Marke restauriert.

## Geschichte
1870 kaufte Jean-Baptiste Moens die Marke von einem belgischen Briefmarkensammler, wofür es aber keinen Beleg in der damaligen Literatur gibt. In den 1890er Jahren ging sie an den belgischen Bankier Van Bierbat über. Dann im Jahr 1940 erwarb sie René Berlingin. Anfang der 1970er Jahre kaufte sie ein Düsseldorfer Briefmarkenhändler an. Im Mai 1971 lehnte Hiroyuki Kanai ein Angebot für das Sammelstück ab. Dann tauschte sie der deutsche Industrielle Schulze gegen eine Motorjacht ein, der neue Eigentümer Schulze starb 1974. Dessen Sohn erbte die Sammlung und entdeckte die Marke; 2008 kontaktierte er das Auktionshaus Dr. Derichs, das sie 2009 in Essen für 210.000 Euro an einen neuen Besitzer aus Deutschland versteigerte.